# シュド・ウエスト SO.30
シュド・ウエスト SO.30
- 用途：旅客機、輸送機
- 設計者：（Pierre Mercier）、（Jacques Lecarme）
- 製造者：シュド・ウエスト
- 運用者：エールフランス、フランス空軍
- 初飛行：1945年2月26日
- 生産数：45機

シュド・ウエスト SO.30 ブルターニュ（Sud-Ouest S.O.30P Bretagne）は、シュド・ウエストにより製造された1940年代のフランスの旅客機である。

## 歴史
「ブルターニュ」は、ナチス・ドイツのフランス侵攻後の1941年5月からカンヌを拠点にしていた設計者や技術者のグループにより開発された。設計は、双発、片持ち式中翼形式で全金属性の中型民間貨物機というものであった。試作機（SO.30Nと命名された）は、1945年2月26日に初飛行を行った。前期量産型は、2種類の異なるエンジンを搭載した「SO.30P ブルターニュ」と命名された。ブルターニュは5名の乗員で運用され、30名から43名の乗客を乗せることができた。貨物機型（SO.30C）は、内装の改装と床を強化され大型の貨物ドアを備えていた。
補助エンジンとして主翼の下に2基のチュルボメカ パラス ターボジェットエンジンを装備した機体もあり、その他の機体はスネクマ アター 101やライセンス生産されたロールス・ロイス ニーンを装着してエンジンのテストに使用された。
この航空機は旅客機として運用されたが、フランス軍では主に中型輸送機として使用された。

## 派生型
- SO.30N - 試作型
- SO.30P-1 - プラット・アンド・ホイットニー R-2800-B43 エンジン搭載の量産型
- SO.30P-2 - プラット・アンド・ホイットニー R-2800-CA13 エンジン搭載の量産型
- SO.30C - 貨物機型

## 運用

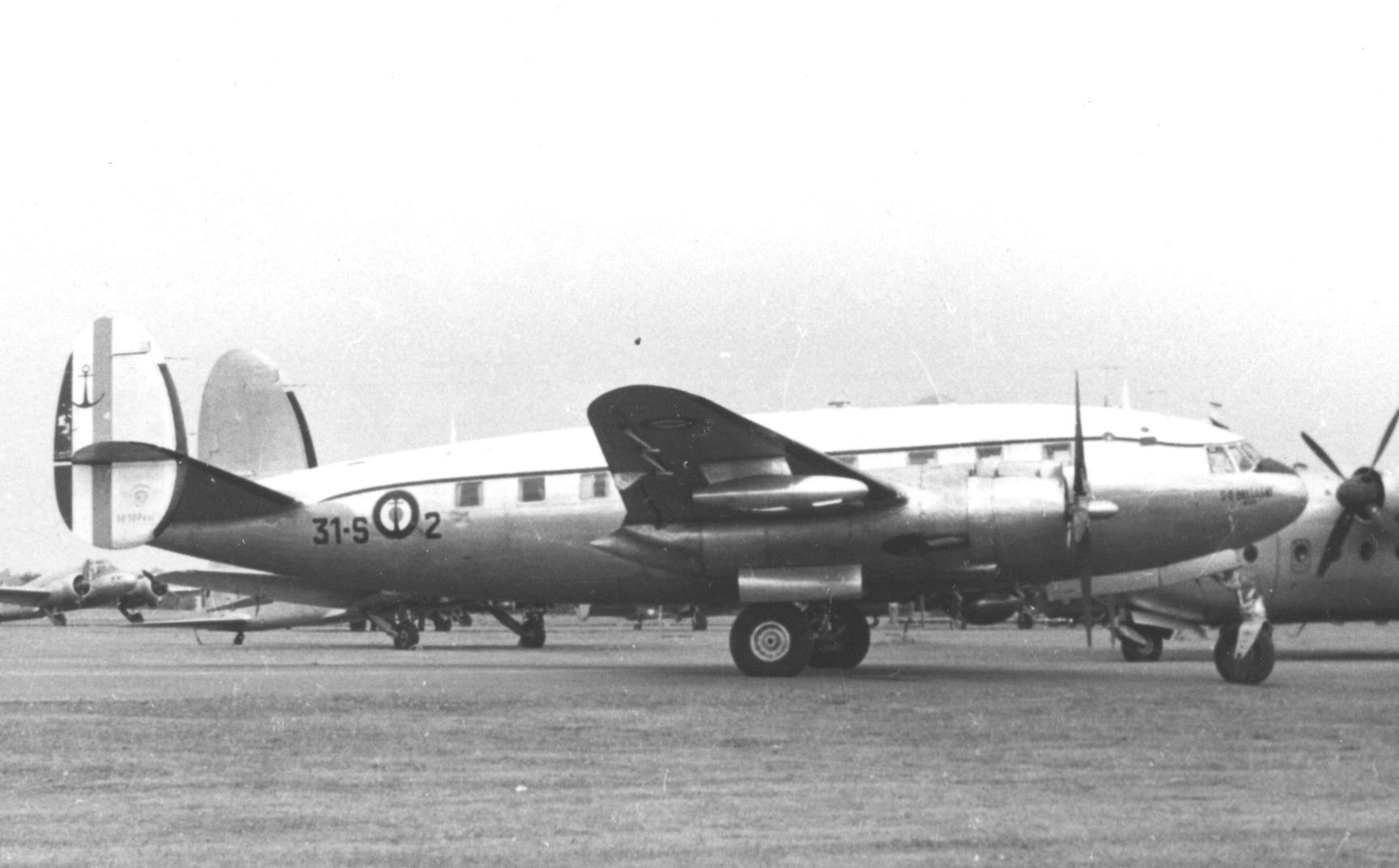
主翼下にチュルボメカ パラス補助ジェットエンジンを搭載したフランス海軍航空隊のSO.30P、1955年ブラックブッシェ飛行場にて

### 軍事運用
フランス
- フランス空軍
- フランス海軍

### 民間運用
アルジェリア
- アルジェリア航空

 フランス
- エールフランス

## 要目
SO.30P-2
- 全長：18.95 m (62 ft 2 in)
- 全幅：29.60 m (88 ft 3 in)
- 全高：5.90 m (19 ft 4½ in)
- 翼面積：86.20 m2 (927.88 sq2)
- 最大離陸重量：19,500 kg (42,990 lb)
- エンジン：2 × プラット・アンド・ホイットニー R-2800-CA18 星形エンジン、2,400 hp (1790 kW)
- 最大速度：430 km/h (267 mph)
- 巡航高度：6,500 m (21,325 ft)
- 航続距離：1,330 km (826 mi)